# لوسيل تيسدال كورتي
لوسيل تيسدال كورتي (30 يناير 1929 - 1 أغسطس 1996) هي طبيبة كندية وجراحة أطفال، حصلت على وسام كندا والنيشان الوطني لكيبك، عملت في أوغندا من عام 1961 حتى وفاتها في عام 1996. عاشت العديد من الأزمات أثناء حياتها، بما في ذلك الحرب الأهلية ووباء الإيدز، أسست مع زوجها مستشفى جامعي في شمال أوغندا.

## سيرتها الشخصية
ولدت لوسيل تيسدال في مونتريال، في مقاطعة كيبيك، في 30 يناير 1929، كان ترتيبها في العائلة هو الرابعة من بين سبعة أطفال. كان والدها جزارًا كريمًا من الطبقة العاملة في مونتريال، إيست إند.
التحقت بالمدرسة الثانوية الكاثوليكية في عام 1941، تتبع هذه المدرسة لتجمع الراهبات الأول الذي تأسس في كندا وخُصص للتعليم. تأثرت بحديث بعض الراهبات اللاتي عملن كمبشرات في الصين، وقررت أن تصبح طبيبة وأن تعمل في جزر الهند.
حصلت على منحة دراسية لدخول كلية الطب بجامعة مونتريال في عام 1950. تألف صفها من 110 طالبات، التحق منهن عشرة فقط، وأكملت ثماني طالبات دراستهن بعد السنة الأولى. تخرجت بامتياز في عام 1955، ونفذت فترة تدريبها في مركز مستشفى جامعة سانت جوستين بمونتريال، وهو مركز صحي جامعي لطب الأطفال والتوليد يتبع لجامعة مونتريال.
التقت خلال فترة تدريبها بالطبيب الإيطالي بييرو كورتي، تخرج من جامعة بافيا (إيطاليا)، وعمل كطبيب مقيم في مستشفى سانت جوستين. حصل على شهادة تخصص في الطب الشعاعي (1953)، وأخرى في الطب النفسي العصبي (1956)، وكلاهما من جامعة ميلانو (إيطاليا). رغب بييرو وتيسدال في العمل في الأماكن الأكثر حاجة.
أنهت تيسدال فترة تدريبها، ثم التحقت بمدرسة الدراسات العليا لجراحة الأطفال في عام 1958. أكملت أول عامين لها في مستشفى مايسونوف، ومستشفى هوبيتال هوتيل ديو، وكلاهما في مونتريال. رغبت بإكمال فترة إقامتها الأخيرة في الخارج، وتقدمت بطلب إلى عدة مستشفيات في الولايات المتحدة، ولكن قوبلت بالرفض. أعزى البعض سبب الرفض إلى كونها امرأة، وهو ما ذكره كاتب سيرتها الذاتية، ميشيل أرسينولت.
سافرت لوسيل تيسدال إلى فرنسا في عام 1960، وأكملت عامها التدريبي الأخير في مستشفى مارسيليا في فرنسا.

### أوغندا
أرسلت تيسدال رسالة بريدية إلى بييرو كورتي أثناء عملها في مرسيليا، ودعته لزيارتها. زار كورتي العديد من المواقع الحيوية في إفريقيا والهند، اختار بعدها العمل في مستشفى صغير يحتوي 30 سريرًا، ويقع بالقرب من جولو (شمال أوغندا). شارك في تجهيز أول شحنة جوية من المعدات، نٌقلت جوًا من قبل القوات الجوية الإيطالية التي كانت تشارك في بعثة الأمم المتحدة إلى الكونغو، أرسل كورتي دعوةً إلى لوسيل لمشاركته السفر وقضاء فترة مؤقتة في أوغندا. قبلت لوسيل وسافرت إلى أوغندا على نفس طائرة القوات الجوية الإيطالية.
وصلت لوسيل إلى أوغندا في عام 1961، طُلب منها الحصول على ترخيص لممارسة مهنة الطب، وترتب عليها أولًا إكمال شهرين من التدريب. قابلت أحد الجراحين في مستشفى جامعة مولاغو في العاصمة، وحصلت على إذن المباشرة بالعمل في مستشفى لاكور. كان الجراح الذي أجرى معها المقابلة هو الدكتور دينيس بارسونز بوركيت، أول من وصف ودرس انتشار ومسببات سرطان الأطفال الذي يحمل اسمه: لمفوما بوركيت.
لم يكن مستشفى سانت ماري ليكور ربحيًا، أسسه مبشرو كومبوني الكاثوليك في عام 1959، ويقع على بعد حوالي 5 كم غرب مدينة جولو، البلدة الرئيسية في شمال أوغندا، على الطريق الذي يتجه شمالًا باتجاه الحدود السودانية. ضم مستشفى ليكور جناحًا للولادة بسعة 40 سريرًا، وقسمًا للمرضى الخارجيين، بينما كانت الأقسام الأخرى، بما في ذلك غرفة العمليات، قيد الإنشاء. قرر بييرو الاستقرار في المستشفى، واستلم إدارة وتطوير المشفى باستقلالية نسبية بعد أن وافق على ذلك أسقف الأبرشية الإيطالي الذي كان يمتلك المستشفى. لم يطلب بييرو المال من الأبرشية، واعتمد على نفسه في تجميعها.
أجرت لوسيل أول عمل جراحي لها على سرير الفحص. أمضت فترات الصباح في إجراء جولات في أقسام المستشفى، بينما أمضت فترة بعد الظهيرة في غرفة العمليات. مددت لوسيل إقامتها بسبب حاجة بييرو للعودة إلى إيطاليا للاطمئنان على صحة والده، سافرت بعدها إلى فرنسا. قبلت عرض زواج الذي قدمه بييرو، وعادت إلى أوغندا في ديسمبر 1961، تزوجا في كنيسة المستشفى في 5 ديسمبر 1961.
حصلت أوغندا على استقلالها في 9 أكتوبر 1962، أنجبت لوسيل طفلتها الوحيدة في 17 نوفمبر 1962، وأسمتها دومينيك، والتي أطلق عليها السكان المحليون اسم أتيم (الذي يعني ولدت بعيدًا عن المنزل باللغة الأتشولية). عُرفت لوسيل بعدها باسم (مين أتيم) أو والدة أتيم.
استمر بييرو ولوسيل في العمل لأكثر من 20 عامًا، كانوا مسؤولين عن التدريب الأولي للأطباء الإيطاليين الذين تخرجوا حديثًا وقرروا أداء الخدمة المدنية لمدة عامين بدلًا من الخدمة العسكرية الإجبارية لمدة عام واحد. أُرسل الأطباء من خلال مشاريع مساعدات الحكومة الإيطالية، وعملوا في سبع بعثات ومستشفيين حكوميين في شمال أوغندا، بما في ذلك مستشفى سانت ماري. اعتمدت مستشفيات البعثات بشكل شبه حصري على هؤلاء الأطباء.
تولى ميلتون أوبوتي الرئاسة الأوغندية، وتغيير الدستور لتصبح معظم السلطة في يديه في 1967/68، تمتعت البلاد بسلام نسبي حتى تولى قائد القوات المسلحة عيدي أمين دادا السلطة بانقلاب مسلح في عام 1971. طرد أمين 60 ألف آسيوي استقر أسلافهم في أوغندا خلال الحقبة الاستعمارية، وسلم أعمالهم وممتلكاتهم إلى أنصاره. انهار اقتصاد البلاد وبنيتها التحتية نتيجة الإهمال وسوء الإدارة. فكر بييرو ولوسيل بالمغادرة مثل ما فعل معظم المغتربين، ولكنهم قرروا البقاء، ونظموا مجموعات الدعم بمساعدة عائلة بييرو في إيطاليا، بدأت هذه المجموعات في إرسال حاويات المساعدات سنويًا، تحتوي كل منها على الكثير من المواد مثل الأدوية، والمعدات، والملابس المستعملة.
اتخذ الثنائي أيضًا القرار الصعب بإبعاد ابنتهم لأسباب أمنية ودراسية بعد انهيار النظام المدرسي. عاشت دومينيك داخل مجتمع المستشفى منذ ولادتها وأخذتها لوسيل إلى الأجنحة وغرف العمليات عندما كانت ممرضتها الأوغندية غائبة. ذهبت دومينيك إلى المدرسة الابتدائية المحلية. أرسلت إلى إحدى عماتها في إيطاليا ثم إلى مدرسة داخلية في كينيا، كان بإمكانها العودة إلى أوغندا ثلاث مرات في السنة لقضاء عطلتها. اعتبرت لوسيل إبعاد ابنتها عنها أكبر تضحية قدمتها على الإطلاق.
عاشت البلاد أول فترة خطيرة من انعدام الأمن خلال الحرب الأوغندية-التنزانية، ما أدى إلى الإطاحة بعيدي أمين في عام 1979. وتعرض المستشفى للنهب بشكل متكرر من قبل بقايا عناصر جيش عيدي أمين الفارين من القوات التنزانية المتقدمة. عزل المستشفى عن بقية العالم خلال تلك الأشهر، ولم يعرف أحد عن الأوضاع في الداخل. أجرت لوسيل نفسها الكثير من العمليات الجراحية نتيجة للحرب وعمليات الثأر التي تلت ذلك بين القبائل. عانى بييرو من انثقاب في غشاء الطبل، بسبب انفجار مدفع رشاش أثناء مواجهته أحد اللصوص. كان مستشفى لاكور هو الوحيد الذي لايزال داخل الخدمة بعد وصول الجيش التنزاني.
عاد ميلتون أوبوتي إلى السلطة كرئيس لأوغندا في عام 1980 وبعد عدة حكومات مؤقتة، اندلعت الحرب الأهلية وبلغ عدد الضحايا أثناء حكم أوبوتي 300000، وهو أكثر من عدد الضحايا خلال السنوات السبعة من حكم عيدي أمين. قتل أكثر من 500000 أوغندي، ودمرت مساحات شاسعة من الأرض خلال رئاسة أوبوتي الثانية.